# Assuan
För guvernoratet, se Assuan (guvernement).
Assuan (arabiska: أسوان, Aswān) är en stad i södra Egypten, 88 mil söder om Kairo, och är huvudort för guvernementet Assuan. Staden ligger på Nilens östra strand vid det första stora vattenfallet, och är en stor marknadsstad och turiststad samt slutpunkt för järnvägen från Kairo. Folkmängden uppgår till cirka 330 000 invånare.
Assuan är en av de torraste bebodda platserna i världen. 2001 hade det inte regnat på sex år. I nubiska bosättningar bryr man sig vanligtvis inte om att lägga tak på alla rum i huset.
Söder om staden finns stora vattenkraftverk i anslutning till Assuandammen, och i staden finns stålverk, aluminiumindustri och kemisk industri.
Assuan var tidigare i historien Syene, staden som användes som bas när Eratosthenes avfärdade teorin om att Jorden skulle vara platt. För att bevisa sin ståndpunkt mätte han sträckan från Syene ända till Alexandria. Strax intill staden ligger ön Elefantine, med ruiner av det gamla Yeb, som utgjorde sydgränsen för faraonernas Egypten.
Granit togs från Assuan för att bygga pyramiderna.

## Klimattabell
|                                            | Jan  | Feb  | Mar  | Apr  | Maj  | Jun  | Jul  | Aug  | Sep  | Okt  | Nov  | Dec  |
| ------------------------------------------ | ---- | ---- | ---- | ---- | ---- | ---- | ---- | ---- | ---- | ---- | ---- | ---- |
| Normaldygnets maximitemperaturs medelvärde | 22,9 | 25,2 | 29,5 | 34,9 | 38,9 | 41,4 | 41,1 | 40,9 | 39,3 | 35,9 | 29,1 | 24,3 |
| Normaldygnets minimitemperaturs medelvärde | 8,7  | 10,2 | 13,8 | 18,9 | 23   | 25,2 | 26   | 25,8 | 24   | 20,6 | 15,0 | 10,5 |
|                                            |      |      |      |      |      |      |      |      |      |      |      |      |
| Nederbörd                                  | 0    | 0    | 0    | 0    | 0,1  | 0    | 0    | 0,7  | 0    | 0,6  | 0    | 0    |

| Diagram | temperaturer i °C • månadsnederbörd i mm • Källa: World Meteorological Organization, | temperaturer i °C • månadsnederbörd i mm • Källa: World Meteorological Organization, | temperaturer i °C • månadsnederbörd i mm • Källa: World Meteorological Organization, | temperaturer i °C • månadsnederbörd i mm • Källa: World Meteorological Organization, | temperaturer i °C • månadsnederbörd i mm • Källa: World Meteorological Organization, | temperaturer i °C • månadsnederbörd i mm • Källa: World Meteorological Organization, | temperaturer i °C • månadsnederbörd i mm • Källa: World Meteorological Organization, | temperaturer i °C • månadsnederbörd i mm • Källa: World Meteorological Organization, | temperaturer i °C • månadsnederbörd i mm • Källa: World Meteorological Organization, | temperaturer i °C • månadsnederbörd i mm • Källa: World Meteorological Organization, | temperaturer i °C • månadsnederbörd i mm • Källa: World Meteorological Organization, | temperaturer i °C • månadsnederbörd i mm • Källa: World Meteorological Organization, |
|         | 0 23 9                                                                               | 0 25 10                                                                              | 0 30 14                                                                              | 0 35 19                                                                              | 0 39 23                                                                              | 0 41 25                                                                              | 0 41 26                                                                              | 1 41 26                                                                              | 0 39 24                                                                              | 1 36 21                                                                              | 0 29 15                                                                              | 0 24 11                                                                              |